# Heteropoda malitiosa
Heteropoda malitiosa este o specie de păianjeni din genul Heteropoda, familia Sparassidae, descrisă de Simon, 1906. Conform Catalogue of Life specia Heteropoda malitiosa nu are subspecii cunoscute.